# Mœuvres Communal Cemetery Extension
Le cimetière « Mœuvres Communal Cemetery Extension » est un cimetière militaire de la Première Guerre mondiale situé sur le territoire de la commune de Mœuvres, Nord.

## Localisation
Ce cimetière est situé à la sortie nord du village, rue d'Inchy,à côté du cimetière communal.

## Historique
|  |  |

Occupé dès la fin août 1914 par les troupes allemandes, Mœuvres est resté loin du front jusqu'à la bataille de Cambrai du 20 novembre au 7 décembre 1917. Malgré trois jours d'attaques de 36e division britanniques, le village est resté aux mains des Allemands. Ce n'est qu'à partir du 11 septembre 1918 que le village fut le théâtre de violents combats avant d'être définitivement pris dans les jours suivants par les troupes britanniques. Situé à côté du cimetière communal, ce site à d'abord servi aux allemands pour inhumer leurs morts ainsi que les prisonniers décédés, à partir de novembre 1917. L'extension britannique a été réalisée entre septembre et octobre 1918. Elle a été agrandie après l'armistice lorsque des tombes ont été apportées des champs de bataille sur la route Cambrai-Bapaume.

## Caractéristique
Ce cimetière contient maintenant 569 sépultures et commémorations du Commonwealth de la Première Guerre mondiale dont 263  ne sont pas identifiées. Le cimetière contient également 98 tombes de guerre de différentes nationalités, la plupart allemandes.
| Pays                | Sépultures |
| ------------------- | ---------- |
| Royaume-Uni         | 539        |
| Australie           | 8          |
| Canada              | 22         |
| Autres nationalités | 98         |
| Total               | 667        |

## Galerie

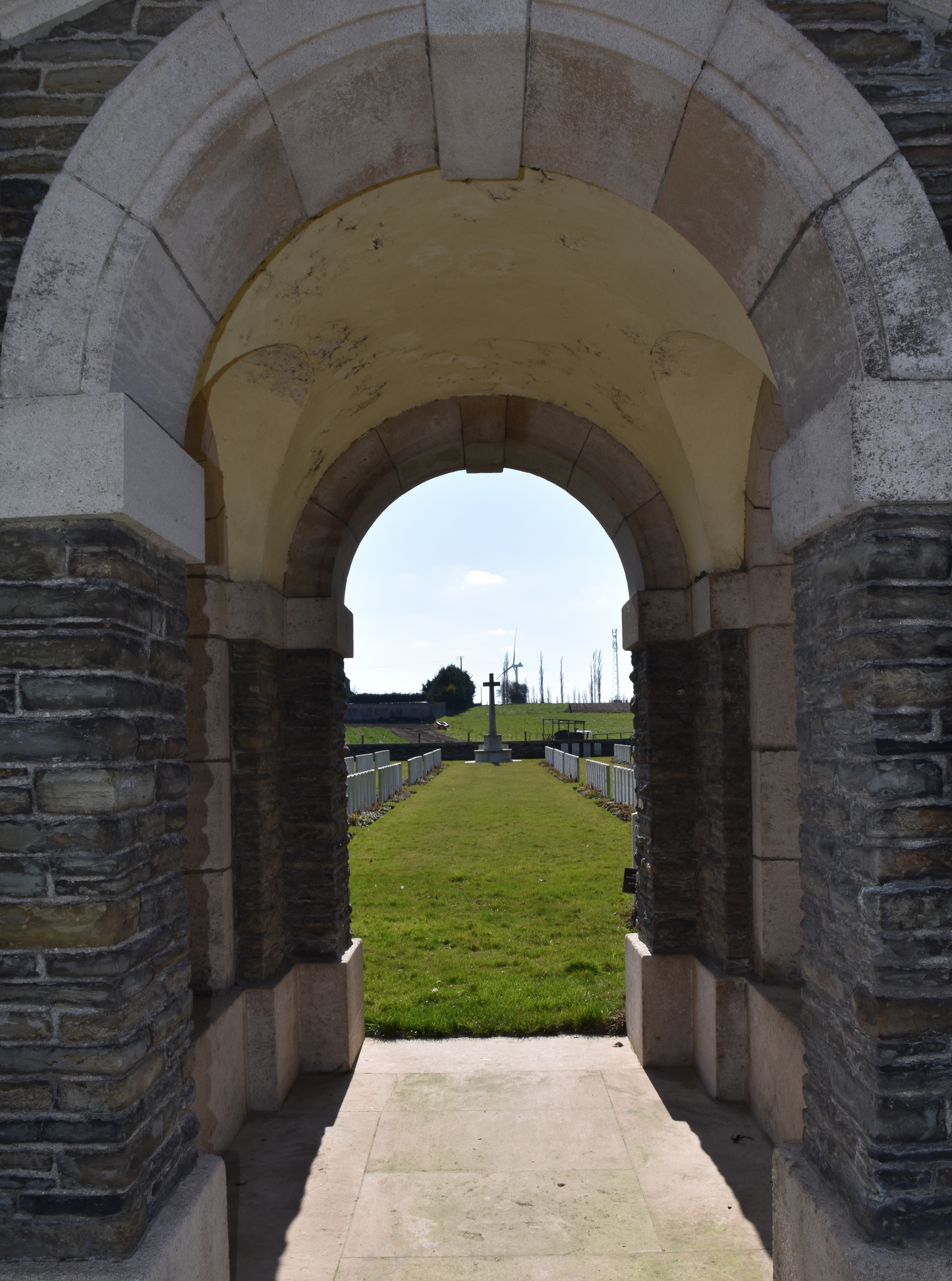
Portail d'entrée du cimetière.
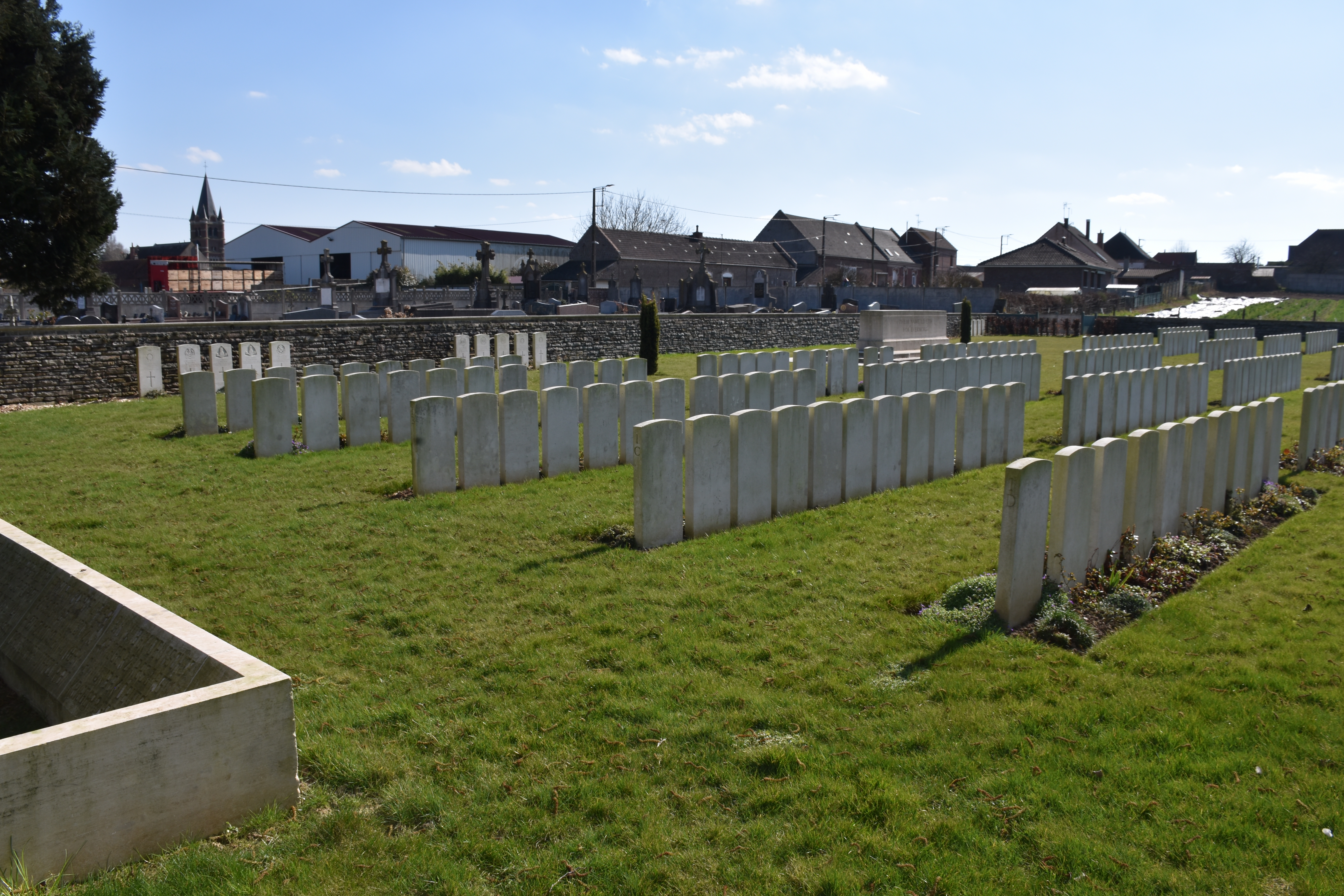
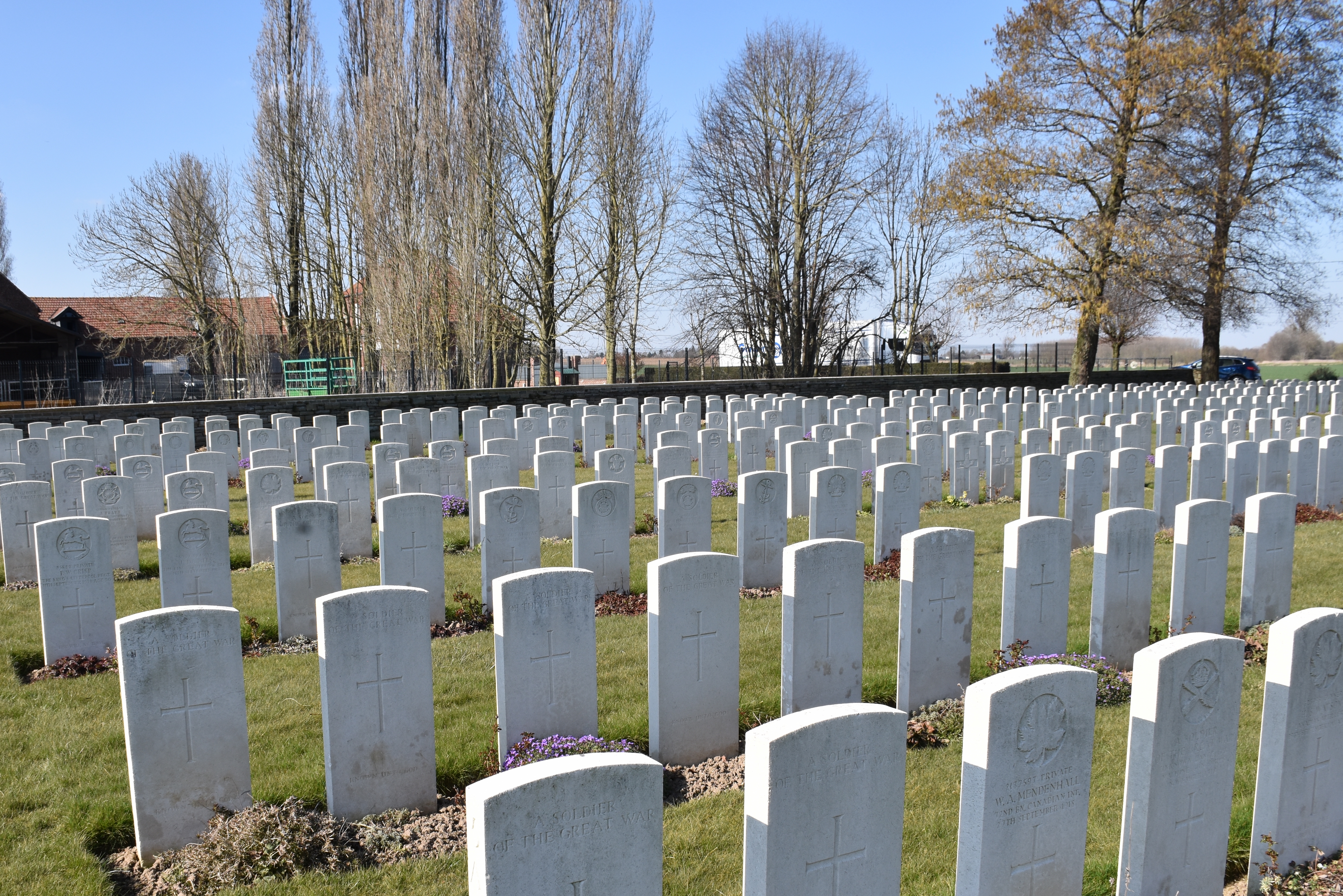
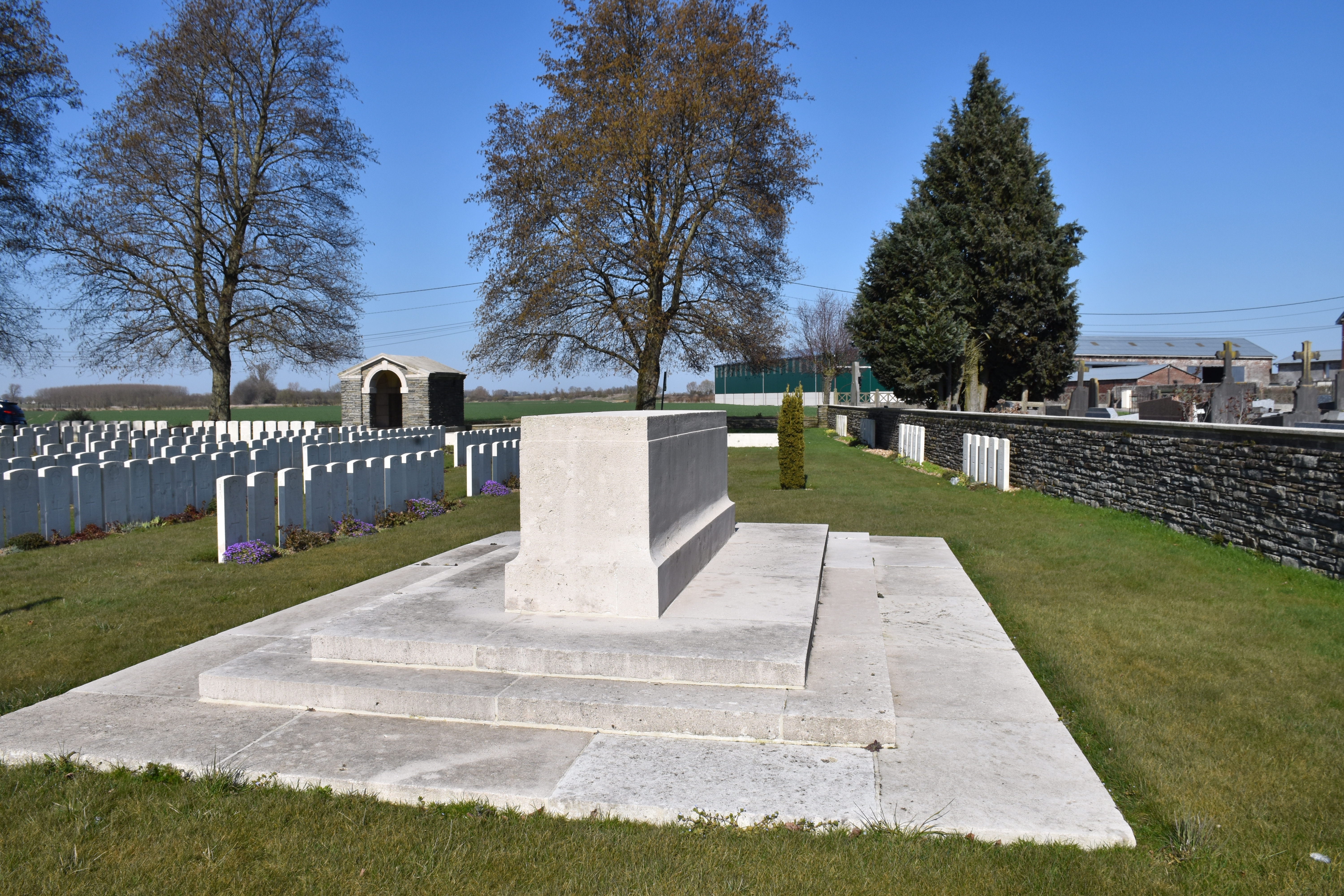
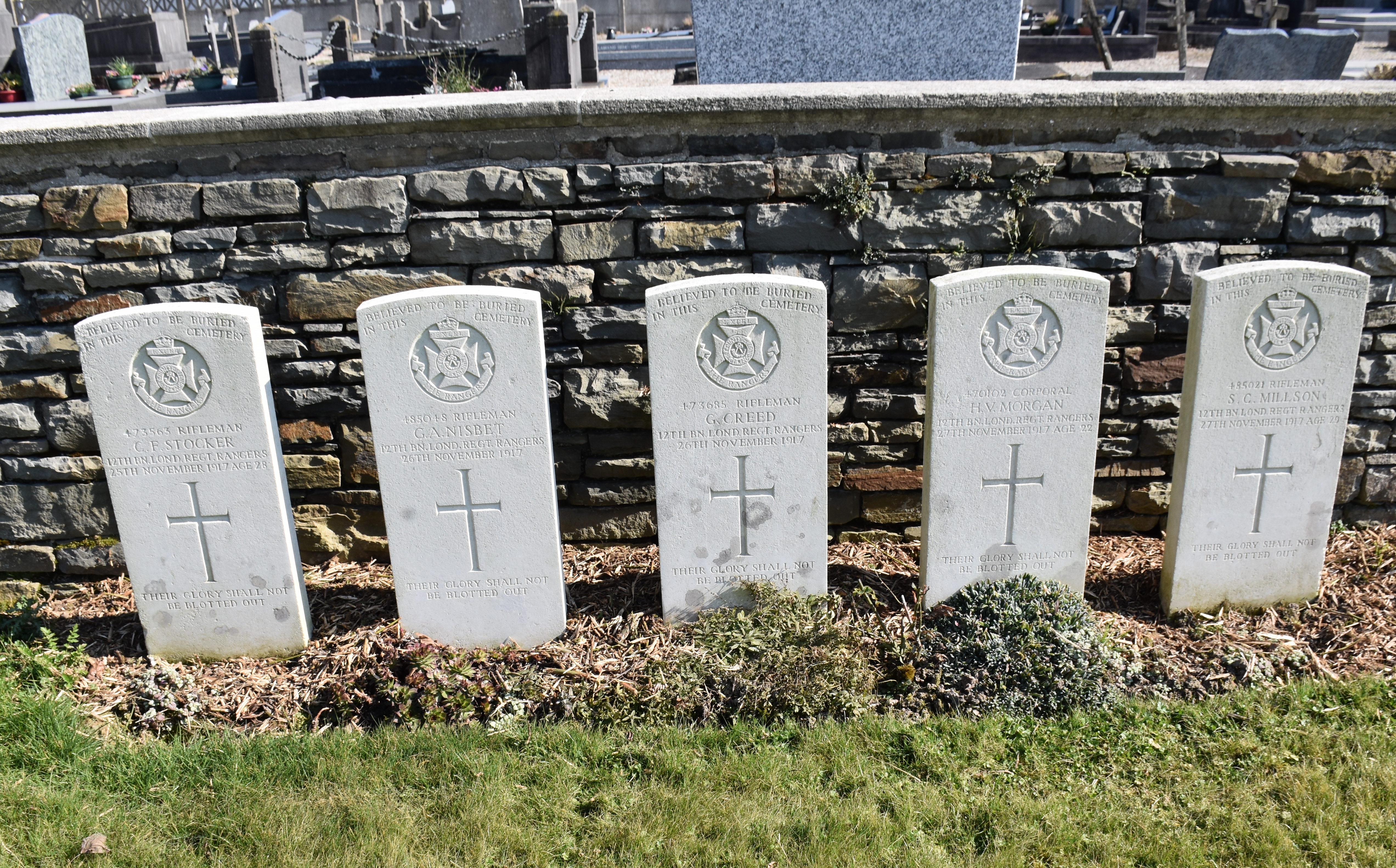
Tombes de soldats britanniques tombés en septembre 1917.
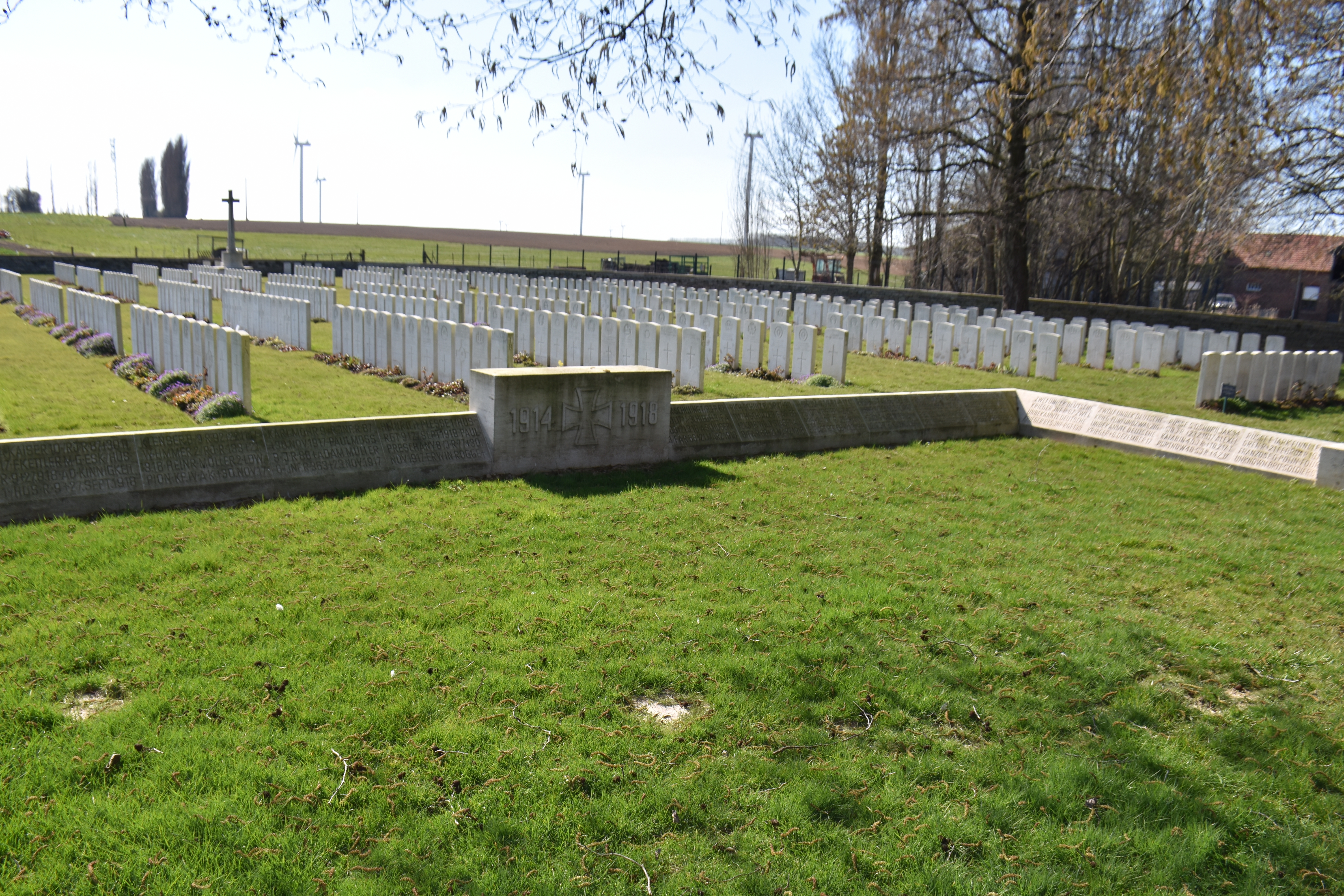
Carré des tombes allemandes.

### Liens Externes
```
http://www.inmemories.com/Cemeteries/moeuvrescomext.htm
```